# Cabot anglès
El cabot anglès o gobi de morro vermell (Gobius cruentatus) és una espècie de peix de la família dels gòbids i de l'ordre dels perciformes.

## Morfologia
- Els mascles poden assolir els 18 cm de longitud total.
- El cos és cilíndric i allargat, poc comprimit lateralment.
- El cap és gros i ample.
- Els ulls es troben a la part superior del cap.
- Té dues aletes dorsals: la primera és més curta i alta que la segona. Les pectorals són grosses i amples, de forma ovalada. Les pèlviques estan modificades en forma de ventosa. L'anal és llarga i alta. La caudal és ampla i ovalada.
- Presenta una coloració entre el marró i el vermell amb taques més fosques i clares que el color del cos. A les galtes té una taca vermella.[3][4]

## Reproducció
La posta es fa dins nius davall pedres entre els mesos d'octubre i desembre.

## Alimentació
Menja petits peixos, mol·luscs i crustacis.

## Hàbitat
És bentònic: apareix en el litoral fins a una fondària de devers 40 m a praderies i a fons fangosos com sorrencs a prop de roques on s'amaga.

## Distribució geogràfica
Es troba des del sud-oest d'Irlanda fins al Marroc i el Senegal. També a la mar Mediterrània (zona central i occidental).

## Costums
Té costums sedentaris i solitaris com els altres gòbids.

## Conservació
No es troba a la Llista Vermella de la UICN.

## Pesca
Es pot pescar amb volantí, tremalls i gànguil, però no té valor comercial.